# Anthidium cochimi
Anthidium cochimi là một loài Hymenoptera trong họ Megachilidae. Loài này được Snelling mô tả khoa học năm 1992.